# Akkerdoornzaad
Akkerdoornzaad (Torilis arvensis) is een soort uit het geslacht doornzaad (Torilis). De soort staat op de Nederlandse Rode Lijst van planten als zeer zeldzaam en sterk in aantal afgenomen. Ze was in de periode 2017–2024 wettelijk beschermd door de Wet natuurbescherming.

## Determinatie
Akkerdoornzaad is een monocarpe, kruidachtige plant. De soort bereikt een hoogte van (25–)30–90(–100) cm. Ze vormt een opstijgende, wijdvertakte, geribde en behaarde stengel. De bladeren zijn enkel- tot dubbelgeveerd met lancetvormige, veerspletige of grof gezaagde deelblaadjes.
Akkerdoornzaad bloeit in juli en augustus met witte of roodachtige bloemen, die in samengestelde schermen zitten met drie tot vijf kleinere schermpjes. De bloempjes hebben vijf kroonbladen. Er is geen of slechts één omwindselblad.
De plant vormt cilindervormige tot langwerpig-eironde splitvruchten met een lengte van (2,5–)4–5(–6) mm. De deelvruchten zijn op de rug ietwat afgeplat. Er zitten stekels met weerhaakjes, waarmee de vrucht zich vasthecht aan de vacht van dieren of veren van vogels.

### Gelijkende taxa
Akkerdoornzaad kan veel lijken op andere (ruderale) soorten uit de schermbloemenfamilie. Ze wordt vooral verward met heggendoornzaad, hondspeterselie en caucalis. Voor een goede determinatie in het veld zijn rijpe vruchten nodig. Heggendoornzaad heeft een meerbladig omwindsel, weerhaken op de stekels en de lengte van de splitvruchten is kleiner (3–3,5). Caucalis heeft veel forsere, elliptische vruchten met een lengte van 6–13 mm en aan de top gekromde stekels.

## Ecologie
Akkerdoornzaad is een kalkminnende en min of meer thermofiele soort die voorkomt in tamelijk uiteenlopende ruderale standplaatstypen. Tot de belangrijkste standplaatsen behoren akkerranden (hoofdzakelijk graanakkers), zomen, bermen en begraasde dijkvegetatie (van zowel rivier- als zeedijken). Ook wordt ze aangetroffen op grindafzettingen langs rivieroevers en op puinhellingen.

### Syntaxonomie
Akkerdoornzaad staat te boek als kensoort voor het naaldenkervel-verbond (Caucalidion).

## Verspreiding
Het verspreidingsgebied van akkerdoornzaad strekt zich uit over Noord-Afrika, het Midden-Oosten en Centraal-, West- en Zuid-Europa. In Nederland is de soort zeer zeldzaam. De zwaartepunten liggen alhier in Zeeland en Zuid-Limburg.

## Fotogalerij

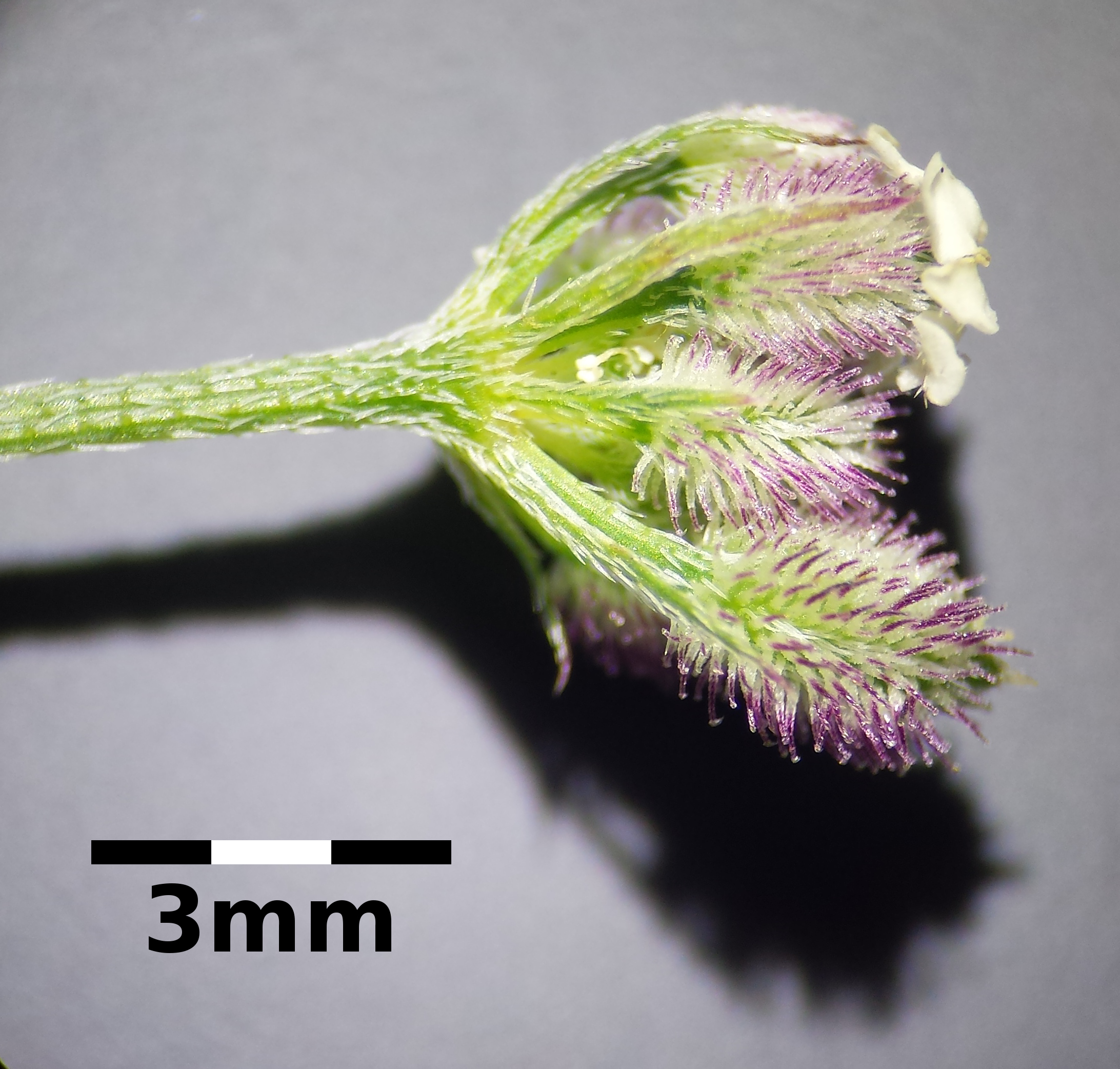
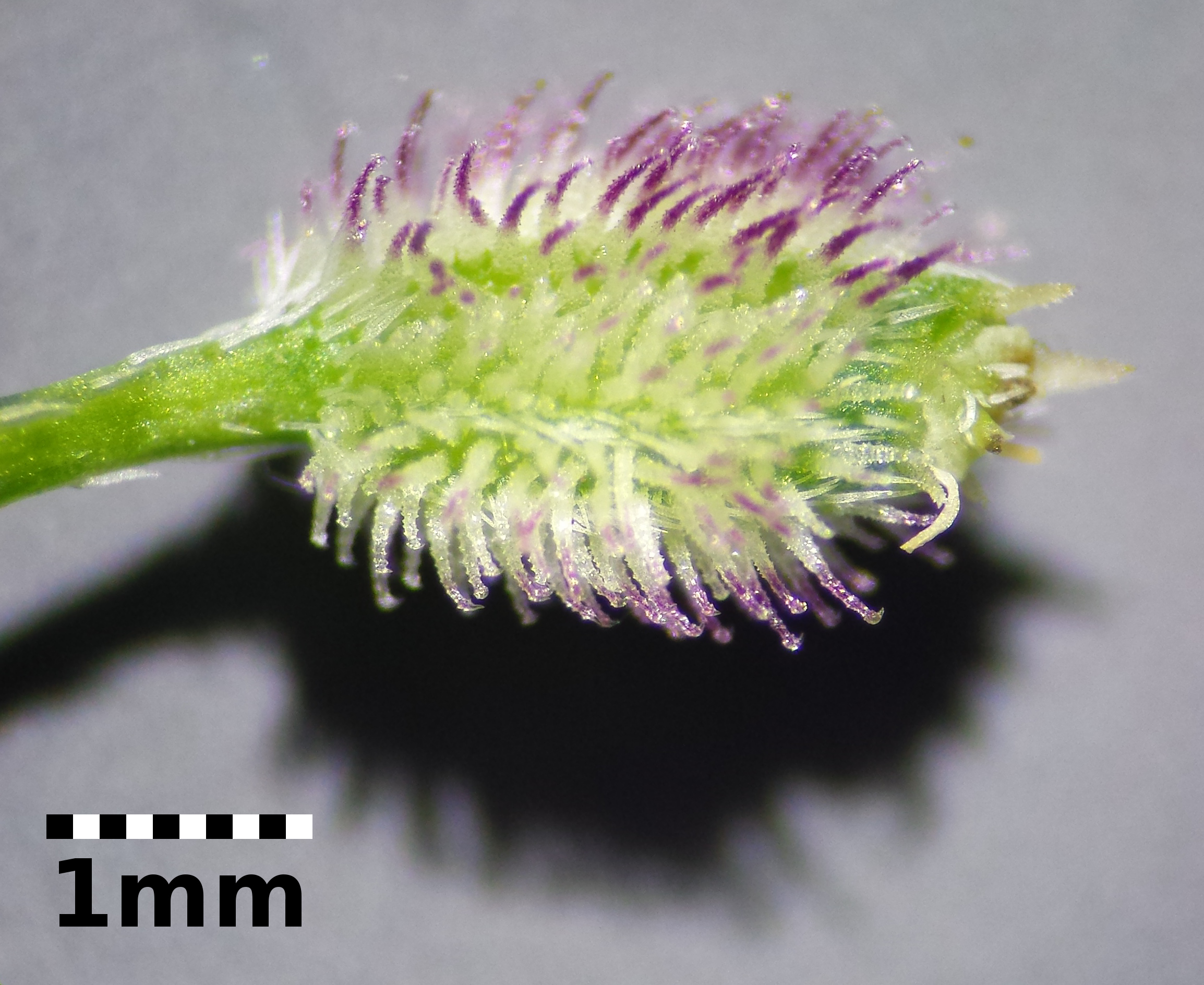
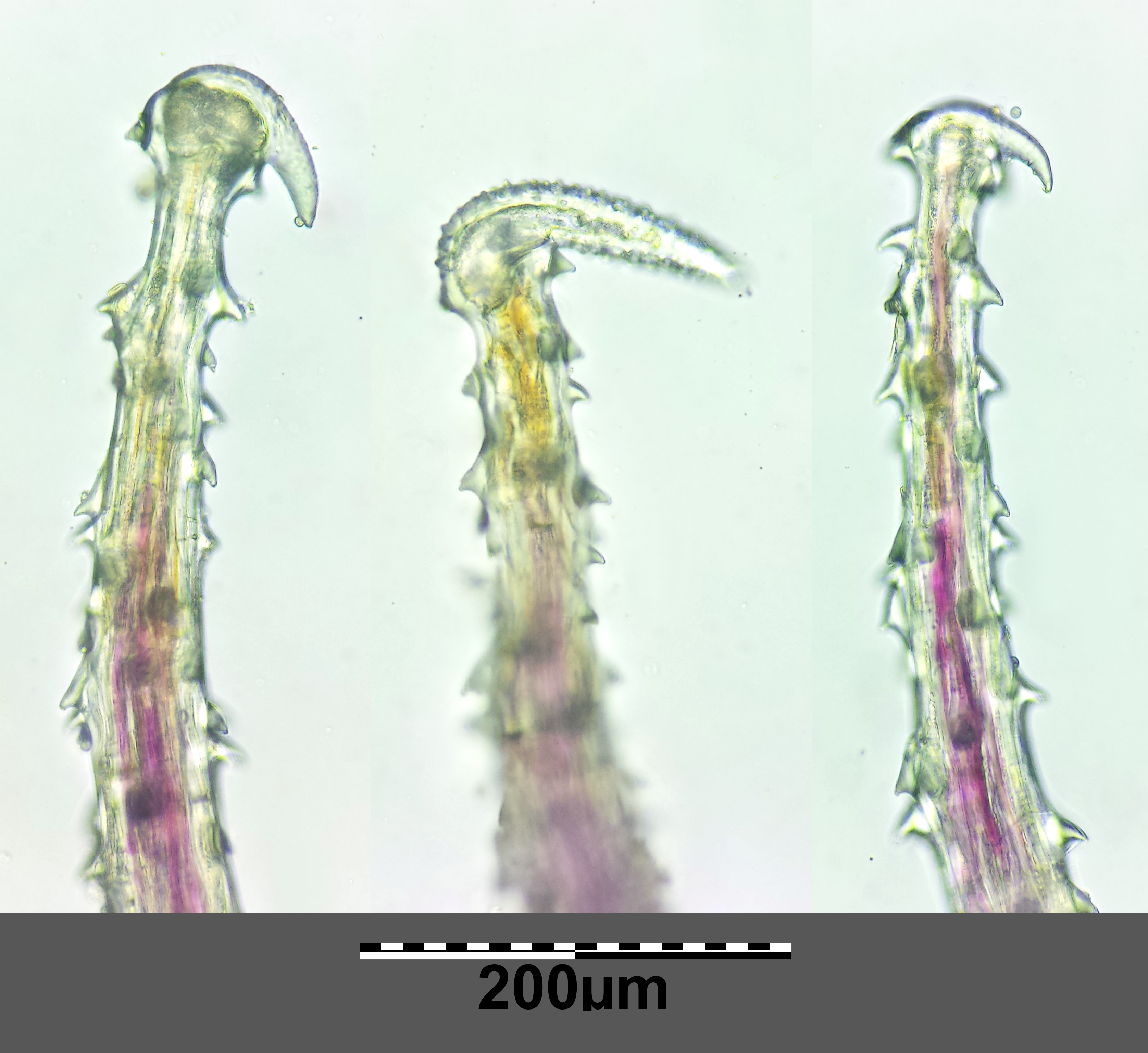